# Лас-Эрмосас
Национальный парк «Лас-Эрмосас» (исп. Parque nacional natural Las Hermosas) расположен в департаментах Валье-дель-Каука и Толима (регион Центральная Кордильера, Колумбия).

## Описание
Парк, основанный в мае 1977 года, занимает площадь в 1250 км², располагаясь на 80,61% в Толиме и на 19,39% в Валье-дель-Каука. Основной пейзаж — мелкие озёрца и болотца, в основном ледникового происхождения. Парк ограничен реками Магдалена и Каука. Перепад высот — от 1600 до 4500 метров над уровнем моря. На наиболее низких участках парка в год выпадает около 2000 мм осадков, среднегодовая температура там составляет 24°С, на высокогорных участках — 4°С, осадков не более 1500 мм. С декабря по март и в июле-августе — засушливый сезон.

### Флора и фауна
Из наиболее примечательных растений Лас-Эрмосаса можно выделить киндиойскую восковую пальму, хвойный подокарп, Barnadesieae, орех неотропический.

Из млекопитающих встречаются очковый медведь, горный тапир, пума, онцилла, пуду, белохвостый олень.